# Tramlijn MM (Kortrijk)
Tramlijn MM was een elektrische tramlijn van de Belgische stad Moeskroen naar Menen en Geluwe. Ze reed als streeklijn grotendeels langs de Frans-Belgische grens. Aan de Franse zijde van de grens is er de stad Halluin die goed bereikbaar was. De tramlijn reed haar laatste rit op 25 oktober 1954, nadat op 22 mei 1954 het lijngedeelte Menen - Geluwe opgeheven was.
Tevens worden hier de tramlijnen MP en MB beschreven.

## Geschiedenis

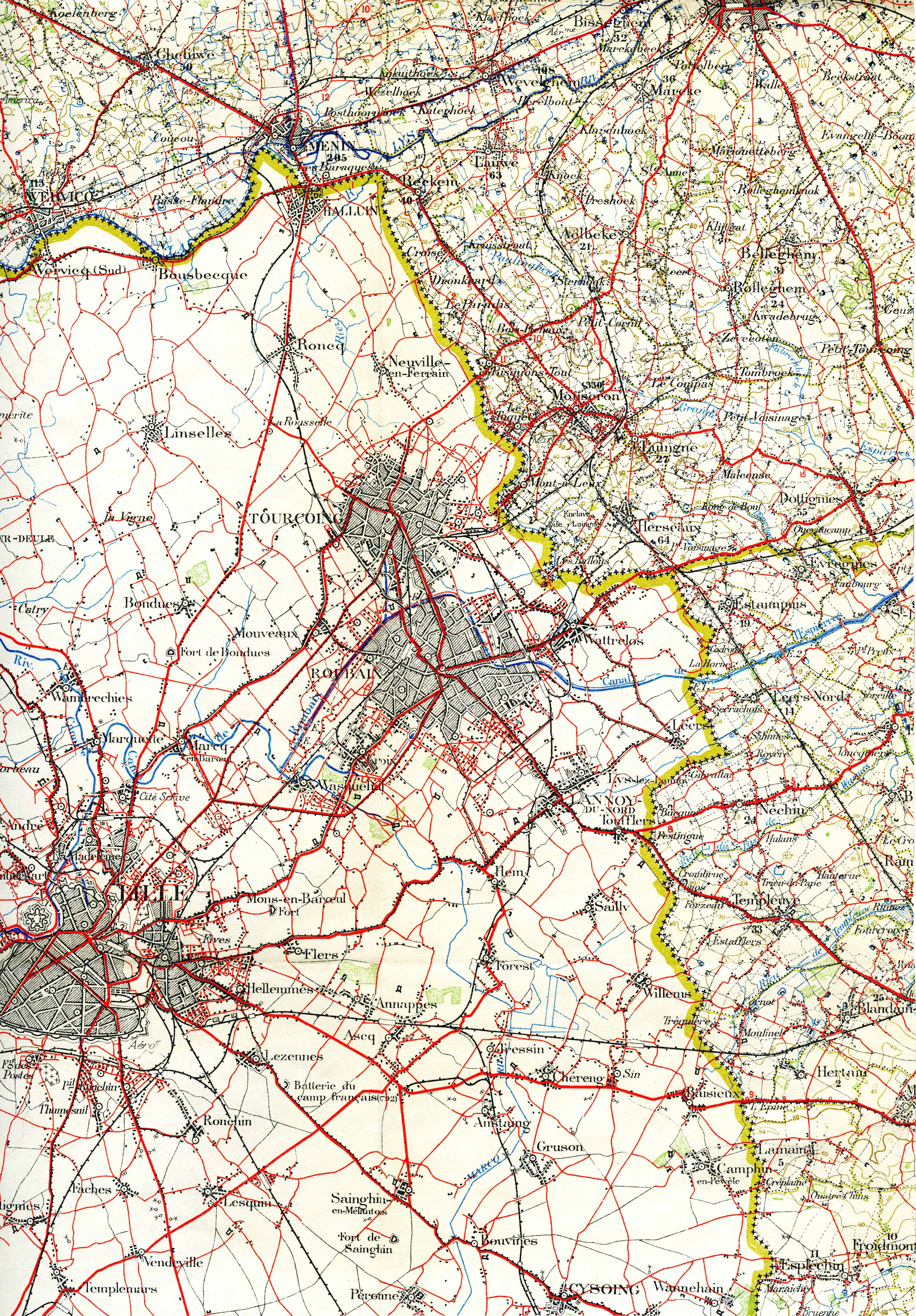
1922 kaart van Rijsel en Kortrijk waar de buurtspoorlijnroutes te zien zijn. Dit is voor de elektrificatie.

Vanaf 1892 werd in en rond Kortrijk/Moeskroen/Menen een buurtspoorwegennet aangelegd. Dit openbaar vervoersnetwerk werd uitgebaat door de pachter "SA Intercommunale de Courtrai" en verbond de verschillende stadswijken in Kortrijk met de nabijgelegen dorpen en gemeenten. In 1927 nam de NMVB (Nationale Maatschappij van Buurtspoorwegen) de exploitatie van de pachter over en ging de stads- en streeklijnen rond Kortrijk, Moeskroen en Menen elektrificeren.
De tramlijn van Moeskroen naar Geluwe werd in twee fases als stoomtramlijn geopend:
- 8 december 1892: Geluwe - Menen (markt) als deel van de lijn Kortrijk - Moorsele - Ledegem - Geluwe - Wervik/Menen (NMVB Kapitaal 41)
- 8 augustus 1900: Moeskroen (station) - Menen (markt) als deel van de lijn Kortrijk - Moeskroen - Menen (NMVB Kapitaal 85).

De elektrificatie werd in vier fases uitgevoerd:
- 19 juni 1932: Moeskroen (Risquons-Tout) - Menen (De Barakken)
- 3 juli 1932: Moeskroen (station) - Risquons-Tout. Met een nieuwe route tussen Christ en Risquons-Tout. De oude route is nog in gebruik gebleven tot 1938 voor het goederenvervoer.
- 10 juli 1932: Menen (De Barakken - markt)
- 2 oktober 1932: Menen (markt) - Geluwe

Op 24 december 1932 werd de zijtak La Marlière - De Plank geopend, waar de elektrische tramlijn MP, Moeskroen station - La Planche, gaat rijden.

## Traject
Lijn MM verbond het station van Moeskroen met het dorpscentrum, La Marlière en de Risquons-Tout wijken in Moeskroen om daarna als streeklijn langs de Franse grens verder te gaan tot Menen en Geluwe. In Moeskroen reed de tram in de heenrichting tot de Markt langs de Stationstraat en langs de Metropole in de retourrichting. (Zie: Kortrijk Moeskroen ) De landelijke route ging langs: Dronkaard – Rekkem – De Barakken - Menen (Markt, station) - Geluwe (stelplaats). (Zie: Route MM) In wijk "De Barakken" reed de tram in de Moeskroenstraat die langs de grens met Frankrijk gelegen is. Aan de Franse zijde van deze straat ligt het dorp van Halluin. Vandaar vertrok de metersporige CEN (Chemins de fer économiques du Nord) stoomtramlijn naar Armentières. Deze tramlijn is in 1930 opgeheven. In 1925 is er de elektrische tramlijn aangelegd naar Tourcoing (Tourcoing) van de ELRT (L'Électrique Lille Roubaix Tourcoing). De Franse tramlijnen in Halluin en de buurtspoorlijn lagen dichtbij bij elkaar (130 meter) en metersporig. Er is een spooraansluiting geweest tussen beide spoornetten, maar enkel voor goederen. Bij Risquons-Tout was er vlak over de grens een aansluitingen op het ELRT naar Tourcoing. De MM tramlijn speelde dan ook een belangrijke rol in het grensverkeer. Van De Barakken tot het station van Menen reed de versterkingslijn MB. Grotendeels langs dezelfde route rijdt nu "De Lijn" bus 84, Ieper - Geluwe - Menen - Reckhem - Moeskroen en buslijn 44, Menen station - Barakken.
De tramlijn is langs de weg aangelegd, behalve voor een klein gedeelte tussen Risquons-Tout en Dronkaard waar een eigen baan was aangelegd. Deze tramlijn beschikte over twee tramremises; een in Geluwe en een in Moeskroen (de Barrylaan naast de spoorweg).

## Zomerdienstregeling 1933
Uit het Belgisch spoorboek van 1933:
- MB: Menen station – Barakken: 20 minutendienst: rijtijd 7 minuten
- MM: Geluwe stelplaats – Menen station – Moeskroen: uurdienst : rijtijd 55 minuten
- MP: Moeskroen – La Planche: 45 minutendienst: rijtijd 18 minuten
- MMx: Moeskroen – Mont-à-Leux: 45 minutendienst: rijtijd 18 minuten. Deze dienst is na de elektrificatie van Moeskroen Kortrijk opgenomen in de doorgaande dienst KMx (Kortrijk – Moeskroen – Mont-à-Leux).

## Haltes in 1933
De haltenamen zoals vermeld in het Belgisch spoorboek.

### Geluwe

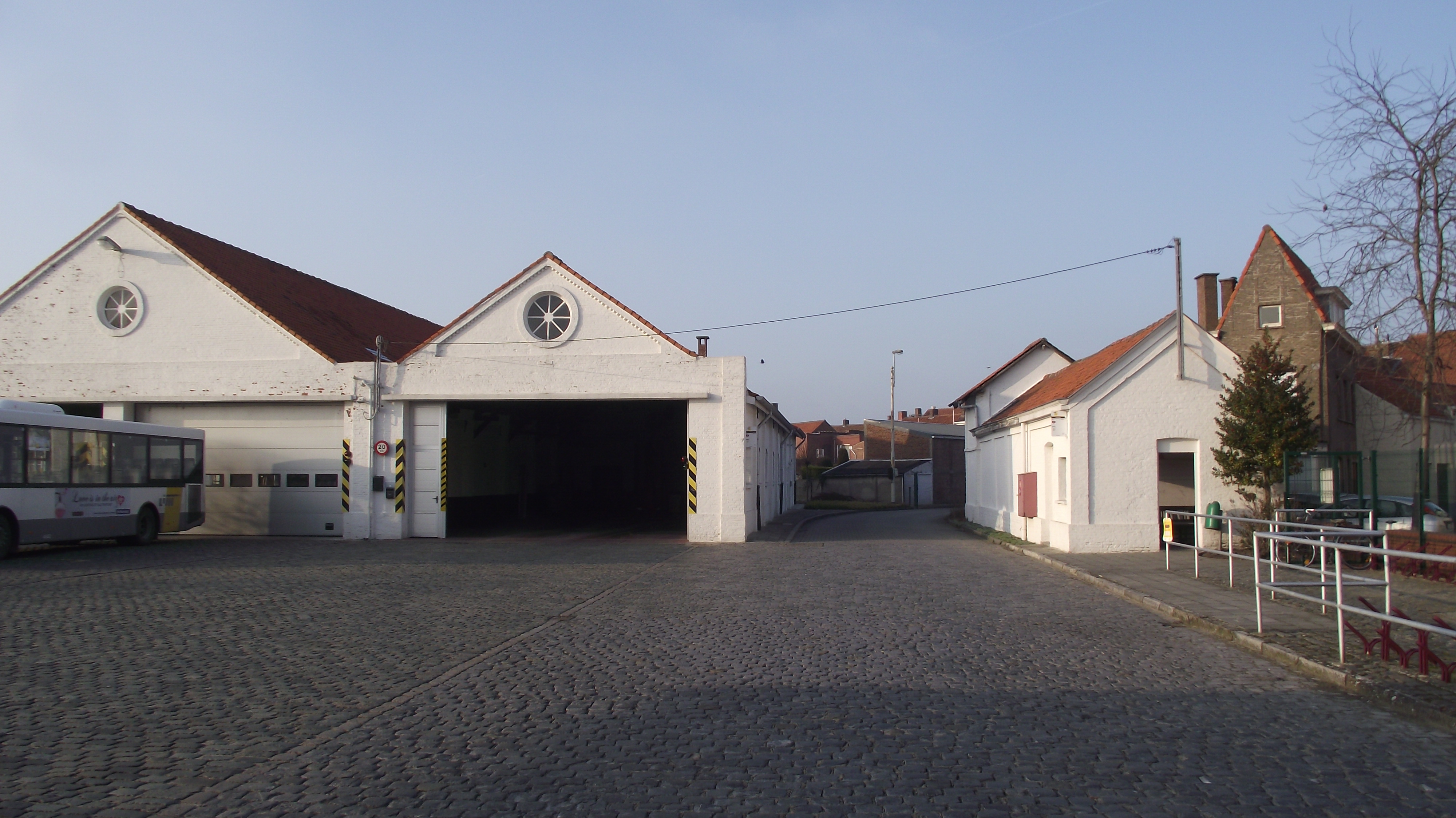
Vroegere tramstelplaats en tevens eindpunt van de MM lijn. Tussen de gebouwen was de spooraansluiting naar Ieper en Moorsele.

- Stelplaats (Bij de korte tramstraat). Vanuit de stelplaats waren er aansluitingen in drie richtingen:
  - Uitgang Ieperstraat (links): Tramlijn 354 naar Ieper
  - Wervikstraat (links): Tramlijn 366 naar Wervik
  - Uitgang Ieperstraat (rechtdoor) : Tramlijn 366 naar Moorsele (en verder naar Kortrijk)
- Plaats (Sint Denijsplaats)
- Leiestraat (vermoedelijk bij het kruispunt Lourdestraat/Menenstraat)

### Menen
- Keizer Karel (Keizer Karelstraat)
- Roode Campagne (nu Roo Campagne bij de Gen. Lemanstraat)
- Statie (treinstation). Er is een korte tak naar het station vanuit de Ieperstraat waar de tramdienst MB keert.
- Markt (Grote Markt)
- Leie (brug over rivier)
- Barakken
- Vierwegen
- Pont Neuf (Pont Neufstraat)

### Rekkem
- Plaats
- Croisé
- Vagevuur

### Moeskroen
- Risquons-Tout
- Christ
- Draak
- Beer
- Markt
- Statie